# 馬殷
馬 殷（ば いん）は、十国楚の初代王。

## 生涯
大中6年（852年）、許州鄢陵県に生まれる。はじめ木工職人であったが、唐の混乱に乗じて秦宗権の武将の孫儒の将校となって各地を転戦して武功を挙げた。やがて孫儒が死去すると、劉建峯の配下となり、そのもとで各地を転戦して潭州で一大勢力を築き上げた。劉建峯の死後、その後を継いで潭州の実力者となる。
乾寧3年（896年）、武安軍節度使となる。天祐4年（907年）に唐が滅んで後梁が成立すると、太祖朱晃から楚王に封じられた。龍徳3年（923年）に後梁が後唐に滅ぼされると後唐に臣従し、その元で勢力を巧みに拡大した。その一方で中央王朝の制度を積極的に導入して王朝の確立を目指し、特に茶に関する産業の奨励・発展を図るなど、内政にも尽力した。
長興元年（930年）に死去。享年79。

## 家族

### 父
- 馬元豊

### 弟
- 馬賨
- 馬存

### 妻妾
- 袁夫人
- 陳夫人
- 華夫人

### 男子
- 馬希振
- 衡陽王 馬希声 - 母は袁夫人
- 文昭王 馬希範 - 母は陳夫人
- 馬希旺 - 母は袁夫人
- 馬希杲 - 母は華夫人
- 馬希瞻
- 恭孝王 馬希萼
- 馬希崇
- 馬希広
- 馬希能
- 馬希貫
- 馬希濬
- 馬希知
- 馬希隠
- 馬希朗

### 女子
- 銭元璛（呉越の武粛王銭鏐の子）の妻
- 南漢の高祖劉龑の皇后

## 馬殷を主人公とする小説
- 田中芳樹著「茶王一代記」（『異色中国短篇傑作大全』講談社文庫所収）